# الكيمياء الحيوية لمرض آلزهايمر
الكيمياء الحيوية لمرض آلزهايمر وهو أحد أشهر مسببات الخرف في الكبر، لا يزال غير مفهوم بشكل كامل. عرَف الزهايمر كمرض محتمل من اختلال تطوي البروتين (شلل بروتيني) نتيجة تراكم البروتين أميلويد بيتا المطوى بشكل غير طبيعي في ادمغة المصابين بالمرض. أميلويد بيتا، هو ببتيد قصير، هذا هو ناتج ثانوي للبروتين غير طبيعي للبروتين نووي اميلويد بروتين الغشاء، ذا الوظيفة غير الواضحة، لكن يظن ان له دور في تطور الخلايا العصبية.  البريسنلينات هم مركبات من معقدات التحلل البروتيني المشاركة في معاملة وتكسير بروتينات اميلويد-السلف.
مونومرات الاميلويد بيتا ذائبة  بالعادة، و  تحوي مناطق قصيرة من صفائح بيتا وشكل بوليبروبين الحلزوني ثناثي البنية في المحلول، مع انهم حلزونيات-الفا كبيرة في الانسجة، على درجة تركيز عالٍ يخضعون لتغير درامتيكي في تكوينهم ليكونوا بنية ثاثية غنية بصفائح بيتا التي تتجمع لتكون اليافا من الاميلويد، تلك الالياف تودَع خارج الخلايا العصبية بتشكيلات كثيفة تعرف بلويحات خرف أو لويحات عصبية. في الترسبات الاقل كثافة كانسدادات الانتشار واحياناً في جدران الاوعية الدموية الصغيرة في الدماغ في عملية تسمى اختلال اميلويد الوعائي
مرض الزهايمر يعتبر أيضا مرضاً متعلقاً ببروتين تاو، نتيجة لتجمع غير طبيعي في ذاك البروتين، وهو بروتين متعلق بالانبوبات الدقيقة التي عبر عنها في الهلايا العصبية التي تعمل عادة على جعل الانيببات الدقيقة مستقرة في الهيكل الخلوي. كمعظم البروتينات المتعلقة في الانبوبات الدقيقة، البروتين تاو يكون تحت التحكم من خلال الفسفرة، لكن، عند مرضى الزهايمر، بروتين تاو المفسفر بكثرة يتجمع كحلزونيات ثناثية، التي بدورها تتجمع لكتل داخل جسم الخلية العصبية، وذلك يعرف بالتشابكات العصبية الليفية المرتبطة لويحات اميلويد.مع انه لا يعرف عن عملية تجمع الفيلمانت الا القليل، تم التعرف حديثا ان – من بروليل ايزومريز بروتين في علئلة البرافلين تسرع تجمع بروتين تاو غير الطبيعي
الالتهاب العصبي يتدخل أيضا في  التسلسل المعقد المسبب لمرض الزهايمر واعراضه. مع اخد الدلة الطبية والمرضية التحليلية المتمثلة بمستندات  التغيرات المناعية الخاصة بمزدرض الزهايمر، التي تتضمن زيادة تركيز السيتوكين الملتهبة في الدم والسائل الدماغي.  سواء كانت هذه الالتهابلت سببا أو نتيجة مودرض الزهايمرلا نزال غير مفهومة كلياً، لكن الالتهابات في الدماغ، من ضمنها زيادة قابلية الخلايا الدبقية الصغيرة المقيمة على التفاعل تجاه  ودائع الاميلويد، متورطة في التقدم المرضي للزهايمر

## المسببات المرضية العصبية
في المستوى العيني، يميز الزهايمر من خلال فقدان في الخلايا العصبية والمشابك في القشرة الدماغية وبعض الأقاليم تحت القشرية، والذي يؤدي إلى ضمور إجمالي في المناطق المصابة، بما في ذلك الانحطاط في الفص الصدغي والفص الجداري، وأجزاء من القشرة الأمامية والتلفيف الحزامي.
كلا ترسبات الأميلويد والتكتلات الليفية العصبية واضحة للعيان من خلال الفحص المجهري في أدمغة المصابين بالزهايمر. تلك الترسبات عبارة عن رواسب كثيفة غير قابلة للذوبان مكونة من من البروتين والمواد الخلوية خارج الخلايا العصبية وحولها. التشابكات هي ألياف ملتوية غير قابلة للذوبان متراكمة داخل الخلية العصبية. على الرغم من أن العديد من كبار السن يطورون بعض التشابكات، إلا أن أدمغة مرضى الزهايمر  تحوي هذة التشابكات بنسبة اعلى بحد كبير وفي مواقع  مختلفة في الدماغ.

## الخصائص البيوكيميائية
تعتبر الأحداث البيوكيميائية  التي تؤدي إلى تراكم بروتين اميلويد بيتا وتاو من الاساسيات لفهم مرض الزهايمر. ينظم توازن دقيق من إنزيمات الإنتاج تراكم اميلويد بيتا. لا يشجع نشاط انزيم  الإنتاج الفا على تجمع اميلويد بيتا. في الآونة الأخيرة، تم تسليط الضوء على العلاقة بين النشاط العصبي الكوليني ونشاط انزيم الإنتاج الفا والذي يمكن أن يثبط  الاميلويد بيتا في ادمغة مرضى الزهايمر. تم تعريف مرض الزهايمر كمرض شلل بروتيني أو بروتوباتي بسبب تراكم بروتينات اميلويد بيتا المطوية بشكل غير طبيعي في أدمغة المرضى. يمكن اكتشاف تراكم الأميلويد-بيتا غير الطبيعي باستخدام تحليل السائل النخاعي، وبعد ذلك باستخدام التصوير المقطعي بالإصدار البوزيتروني.
على الرغم من أن الزهايمر يشترك في الآليات الفيزيولوجية المرضية مع أمراض بريون، فإنه لا ينتقل مثلهم.الأميلويد-بيتا ببتيد قصير، هو عبارة عن بروتين ثانوي لبروتين اميلويد الغشائي ذا وظيفة غير واضحة ولكن يعتقد أن تشارك في تطوير الخلايا العصبية. مكونات برينيسيلن لمركب بروتيني مشترك في معالجة وتحلل ثانوي بروتين اميلويد الغشائي. على الرغم من أن مونومرات بيتا اميلويد غير ضارة، فإنها تخضع لتغير تكويني درامي في التراكيز العالية بما يكفي لتشكيل بنية ثالثة غنية بالصفائح بيتا والتي تتجمع لتشكيل ليفيات أميلويد التي تترسب خارج الخلايا العصبية في تكوينات كثيفة تعرف باسم لويحات خرف أو لويحات عصبية، في كتل أقل كثافة مثل لويحات منتشرة، وأحيانا في جدران الأوعية الدموية الصغيرة في الدماغ في عملية تسمى اعتلال الأوعية الدموية اميلويد أو اعتلال الأوعية الدماغية
مرض الزهايمر يعتبر أيضا مرضاً متعلقاً ببروتين تاو، نتيجة لتجمع غير طبيعي في ذاك البروتين، وهو بروتين متعلق بالانبوبات الدقيقة التي عبر عنها في الخلايا العصبية التي تعمل عادة على جعل الانيببات الدقيقة مستقرة في الهيكل الخلوي. كمعظم البروتينات المتعلقة في الانبوبات الدقيقة، البروتين تاو يكون تحت التحكم من خلال الفسفرة، لكن، عند مرضى الزهايمر، بروتين تاو المفسفر بكثرة يتجمع كحلزونيات ثناثية، التي بدورها تتجمع لكتل داخل جسم الخلية العصبية، وذلك يعرف بالتشابكات العصبية الليفية المرتبطة لويحات اميلويد
تنخفض مستويات الناقل العصبي الأستيل كولين. كما يتم في كثير من الأحيان تخفيض مستويات الناقلات العصبية الأخرى كالسيروتونين والنوربينيفرين والسوماتوستاتين. تجديد الأستاد كولين بواسطة مضاداته هو طريقة معتمدة للمعالجة من قبل FDA تم اقتراح طريقة بديلة لتحفيز مستقبلات الأستيل كولين لأنواع M1-M3 امن خلال تصنيع ناهضات ذات معدل أبطأ من الانفصال عن المستقبل، كطراز كولين من الجيل التالي في مرض الزهايمر

## آلية المرض
على الرغم من أن السمات النسيجية الإجمالية لمرض الزهايمر في الدماغ تميز بشكل جيد، إلا أن هناك ثلاث فرضيات رئيسية تم تقديمها فيما يتعلق بالسبب الرئيسي. تشير الفرضية الأقدم إلى أن نقص الإشارات الكولينية يبدأ في تطور المرض. وبدلاً من ذلك، توحي فرضيتان افتراضتان بديلتان بأن إما بروتين تاو أو بيتا أميلويد يبادر بالتسلسل. في حين أن الباحثين لم يحددوا مسارًا مسببًا واضحًا ناتجًا عن أيٍّ من الفرضيات الجزيئية الثلاث لشرح التغيرات التشريحية الإجمالية التي لوحظت في مرض الزهايمر المتقدم، فإن المتغيرات من فرضية بيتا اميلويد للبدأ الجزيئي أصبحت مهيمنة بين الاحتمالات الثلاثة:

### الفرضية الكولينية
أقدم فرضية لمسببات مرض الزهايمر هي «الفرضية الكولينية».التي تنص على أن مرض الزهايمر يبدأ كنقص في إنتاج أستيل كولين، وهو ناقل عصبي حيوي. استندت الأبحاث العلاجية المبكرة إلى هذه الفرضية، بما في ذلك استعادة «النوى الكولينية». وقد تم التحقيق في إمكانية العلاج بالخلايا البديلة على أساس هذه الفرضية. تعتمد جميع الأدوية المضادة للالزهايمر من الجيل الأول على هذه الفرضية وتعمل على الحفاظ على أستيل كولين عن طريق تثبيط أسيتيل كولينستيراز (الإنزيمات التي تكسر أستيل كولين). هذه الأدوية، رغم أنها مفيدة في بعض الأحيان، لم تؤد إلى علاج. في جميع الحالات، لم يعالجوا سوى أعراض المرض ولم يوقفوا أو عكسوه. وقد أدت هذه النتائج وغيرها من الأبحاث إلى استنتاج مفاده أن نقص الأسيتيل كولين قد لا يكون سببا مباشرا، بل هو نتيجة لتلف الأنسجة الدماغية على نطاق واسع، والضرر واسع الانتشار بحيث من المرجح أن تكون العلاجات البديلة للخلايا غير عملية. وفي الآونة الأخيرة، اقترحت تأثيرات كولينيوية كعامل مسبب محتمل لتكوين لويحات وتشابكات تؤدي إلى تعميم التهاب العصبونات.
تركز الفرضيات الأحدث على تأثيرات البروتينات المغلَّفة والمجمعة، الأميلويد بيتا وتاو. وصفت موقفين بشكل طفيف كما وجهات النظر البائية وتاوية في منشور علمي واحد. في ذلك، يقترح أن تاويون يعتقدون أن تشوهات بروتين تاو تبدأ بتسلسل المرض، في حين يعتقد البائيون أن رواسب البيتا اميلويد هي العامل المسبب للمرض

### فرضية تاو
إن الفرضية القائلة بأن تاو هو العامل المسبب الرئيسي كانت مرفوضة لفترة طويلة بسبب الملاحظة أن ترسب لويحات أميلويد لا ترتبط بشكل جيد مع فقدان الخلايا العصبية. تم اقتراح آلية للسمية العصبية بناء على فقدان بروتين تاو الذي يساعد على تثبيط الهيكل الخلوي. ومع ذلك، لم يتم التوصل إلى توافق في الآراء حول ما إذا كان تفرز الفوسفور تاو أو سببه تشكيل المجاميع خيوط حلزونية غير طبيعية. كما أن دعم فرضية تاو مستمد أيضًا من وجود أمراض أخرى تُعرف بالاعتلال البكتيري والتي يتم فيها تجريف نفس البروتين. ومع ذلك، فإن غالبية الباحثين يدعمون الفرضية البديلة بأن الأميلويد هو العامل المسبب الرئيسي.

### فرضية الاميلويد
.إن فرضية الأميلويد مقنعة بداية لأن الجين لسلائف بيتا اميلويد APP موجود على الكروموسوم 21 ، والمرضى الذين يعانون من التثلث الصبغي 21 - المعروف عامة باسم متلازمة داون - والذين لديهم نسخة جينية إضافية تظهر بشكل منتشر اضطرابات تشبه الزهايمر بحلول العام الاربعين.  تشير الصيغة التقليدية لفرضية النشوانية إلى السمية الخلوية للفيبرونات المجمعة الناضجة، والتي يعتقد أنها الشكل السام للبروتين المسؤول عن تعطيل توازن أيونات الكالسيوم في الخلية وبالتالي تحفيز الاستموات. ويدعم هذه الفرضية من خلال الملاحظة التي تفيد بأن المستويات الأعلى من بروتين اميلويد بيتا المعروف بتكوين ليفات أسرع في المختبر يرتبط بالظهور في وقت مبكر ووجود ضعف إدراكي أكبر في نماذج الفئران  ومع تشخيص الزهايمر عند البشر. ومع ذلك، فإن الآليات الخاصة بتدفق الكالسيوم المستحث، أو المقترحات الخاصة بآليات سمية خلوية بديلة، بواسطة الألياف الناضجة ليست واضحة 

### تغيرات الايزوبرونيل
أظهرت دراسة في عام 1994 أن التغيرات الأيزوبرانية في مرض الزهايمر تختلف عن تلك التي تحدث خلال الشيخوخة الطبيعية، وبالتالي لا يمكن اعتبار هذا المرض نتيجة للشيخوخة المبكرة. خلال الشيخوخة يظهر الدماغ البشري زيادة تدريجية في مستويات دوديهول، انخفاض في مستويات يوبيكوينون، ولكن تركيزات غير متغيرة نسبياً من الكوليسترول ودود الفوسفات. في مرض الزهايمر، يتم عكس الوضع مع انخفاض مستويات دوديهول وزيادة مستويات يوبيكوينون. كما زادت تركيزات الفوسفات دودسيل، في حين أن الكوليسترول يبقى دون تغيير. الزيادة في حاملة السكر دودسيل فوسفات قد تعكس زيادة معدل الارتباط بالجليكوزيل في الدماغ المصاب وزيادة في الأوكسيجينون المضاد للأكسدة الذاتية محاولة لحماية الدماغ من الإجهاد التأكسدي، على سبيل المثال الناجم عن بيروكسيد دهني. روبرين، التي سبق تحديدها في روسيا، هي اعصاب في نموذج جرذ من مرض الزهايمر.

## إشارة الانسولين
```
تم الربط بين مرض الزهايمر ومرض السكري خلال العقد الماضي، كما لوحظت مقاومة الانسولين، والتي هي سمة مميزة للسكري في أدمغة الأشخاص الذين يعانون من مرض الزهايمر. الأنواع النيتروجينية النانوية قليلة الأكسدة النانوية تقلل من التعبير عن مستقبلات الأنسولين على سطح الخلايا العصبية وإلغاء إشارة الأنسولين العصبية. وقد اقترح أن العصبية غانغليوزيدالتي تساهم في إنتاج اغشية دهنية مصغرة، وتسهل إزالة الأميلويد- β التي يسببها مستقبلات الأنسولين من سطح الخلايا العصبية.
```

## الإجهاد التاكسدي
يظهر الإجهاد التأكسدي كعامل رئيسي في التسبب في الزهايمر. ويعتقد أن الإفراط في نشاط الأكسجين الفعّال يلعب دوراً حاسماً في تراكم وترسب بيتا الأميلويد في المرض. يعاني مرضى الزهايمر من مستويات مرتفعة من ضرر الحمض النووي المؤكسد في كل من الحمض النووي داخل النواة والميتوكوندريا، ولكن الحمض النووي للميتوكوندريا له ما يقرب من 10  اضفاف أعلى من الحمض النووي النووي. قد تكون الميتوكوندريا المسنة العامل الحاسم في أصل التنكس العصبي في الزهايمر. حتى الأفراد الذين يعانون من ضعف إدراكي معتدل، وهي المرحلة بين الشيخوخة الطبيعية والخرف المبكر، لديهم زيادة في الضرر التأكسدي في في الحمض النووي في النواة والميتوكوندريا في الدماغ.